# Z przygód krasnala Hałabały
Z przygód krasnala Hałabały – książka dla dzieci autorstwa Lucyny Krzemienieckiej, wydana po raz pierwszy w 1936 roku, w dwóch częściach (najnowsze wydanie z 2016 roku). Tytułowy krasnal Hałabała stał się na początku XXI wieku popularnym patronem polskich przedszkoli, m.in. w Koziegłowach, Trzebnicy, Poznaniu, Kielcach i w kilkunastu innych miastach.